# Humberto Rivas Panedas
Humberto Rivas Panedas (Madrid, 1893 — Estados Unidos, 1960) fue un poeta y crítico vanguardista, hermano de José Rivas Panedas, hijos ambos del escritor mexicano José Pablo Rivas. Como su hermano, participó en el movimiento ultraísta y ya en México en la vanguardia del Estridentismo.

## Biografía
Se inició en la literatura con artículos y poemas publicados en diversas revistas y diarios de Madrid y Barcelona. En 1921 fue uno de los fundadores de la revista Vltra (enero 1921-febrero 1922). En 1923 emigró a México, país en el que desarrolló el resto de su actividad. 
Humberto Rivas formó parte del núcleo promotor del Estridentismo mexicano hermano del grupo ultraísta español. Sus ideas, intervenciones y propuestas tácticas se publicaron en una antología ultraísta en Revista de Revistas y participó también en la sección vanguardista dirigida por Manuel Maples Arce en El Universal Ilustrado. A principios de la década de 1930 dirigió en la Ciudad de México las revistas de crítica teatral El Gladiador y El Espectador, y fundó Sagitario (1926-1927) y Circunvalación (1928-1929).